# ASKİ SK
El 'ASKİ SK es un equipo de balonmano masculino con sede en Ankara, Turquía.

## Palmarés

### Trofeos nacionales
- Liga de Turquía: 6
  - 1998, 2000, 2001, 2002, 2003, 2004